# Harlem Shuffle
Harlem Shuffle is een nummer van het duo Bob & Earl uit 1963. In 1986 coverden The Rolling Stones het nummer als eerste single voor hun achttiende studioalbum Dirty work uit 1986. Op 28 februari dat jaar werd het nummer op single uitgebracht.

## Achtergrond

### Bob & Earl
De versie van Bob & Earl werd internationaal niet echt een grote hit, evenwel in Nederland was dit de enige hit van het duo en bereikte in het voorjaar van 1969 de 7e positie in de Hilversum 3 Top 30 en de 8e positie in de Nederlandse Top 40 op Radio Veronica.

#### NPO Radio 2 Top 2000
| Nummer met noteringen in de NPO Radio 2 Top 2000 | '00  | '01  | '02 | '03  | '04  |
| ------------------------------------------------ | ---- | ---- | --- | ---- | ---- |
| Harlem Shuffle (Bob & Earl)                      | 1713 | 1943 | -   | 1593 | 1833 |

1. ↑  Een '-' betekent dat het nummer niet was genoteerd en een vetgedrukt getal geeft de hoogste notering aan.
2. ↑  2000 was het eerste jaar met een notering voor dit nummer.
3. ↑  Deze tabel is bijgewerkt tot en met de laatste editie (2024).

### The Rolling Stones
De versie van The Rolling Stones haalde in thuisland het Verenigd Koninkrijk de 13e positie in de UK Singles Chart, in Ierland de 8e positie en in de Verenigde Staten en Canada de 5e positie. In Australië werd de 6e positie bereikt en in Nieuw-Zeeland zelfs de nummer 1-positie.
In Nederland was de plaat op vrijdag 7 maart 1986 Veronica Alarmschijf op Radio 3 en werd een top tien hit in de destijds twee hitlijsten op de nationale publieke popzender. De plaat bereikte de 5e positie in zowel de Nederlandse Top 40 als de Nationale Hitparade. In de Europese hitlijst op Radio 3, de TROS Europarade, werd de 9e positie bereikt.
In België bereikte de plaat de 4e positie in zowel de voorloper van de Vlaamse Ultratop 50 als de Vlaamse Radio 2 Top 30.  In Wallonië werd géén notering behaald. 
In de sinds december 1999 jaarlijks uitgezonden NPO Radio 2 Top 2000 van de Nederlandse publieke radiozender NPO Radio 2, stond de plaat uitsluitend in 2000, 2001, 2003 en 2004 in de lijst genoteerd met als hoogste notering een 1593e positie in 2003.